# 慰謝料電卓

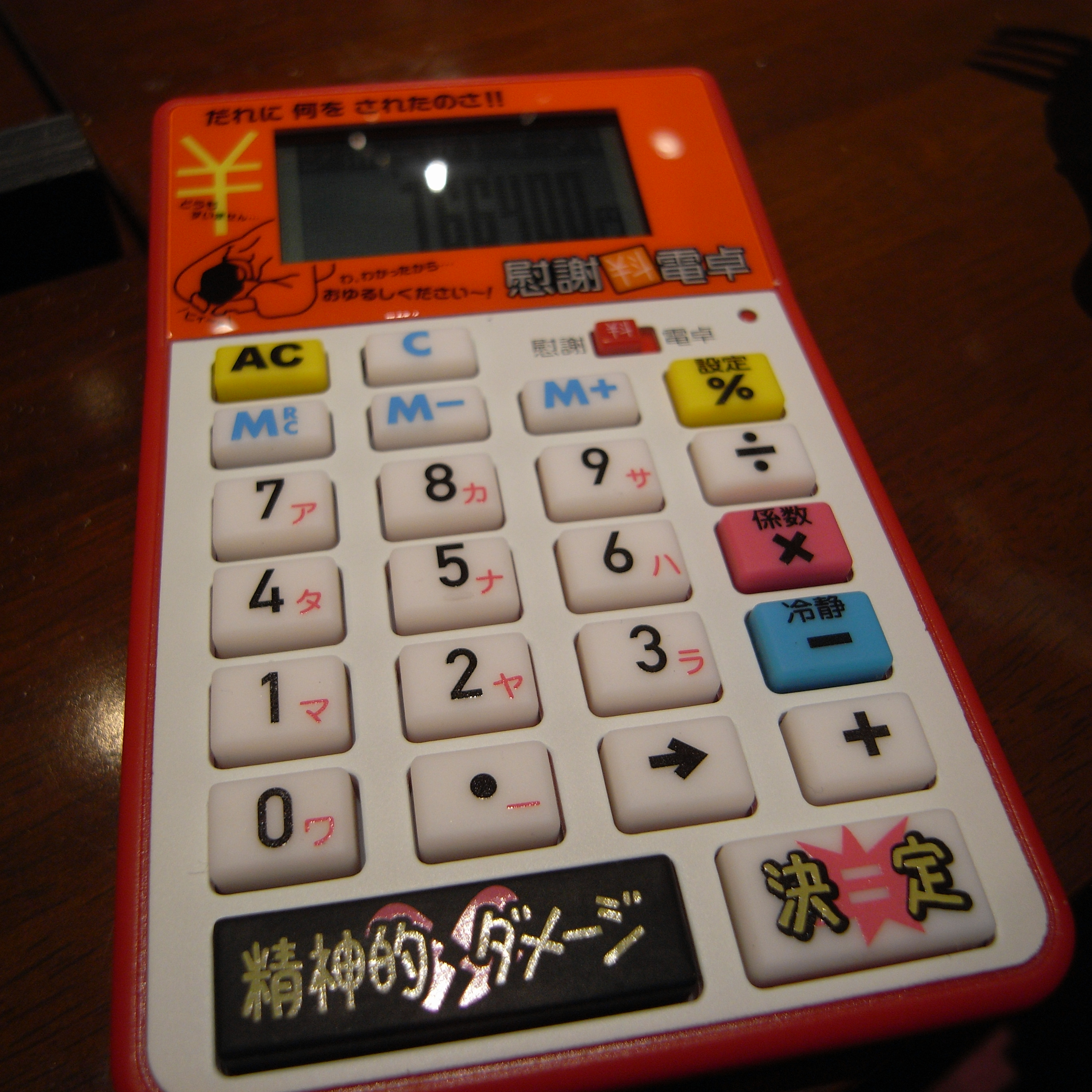
慰謝料電卓

慰謝料電卓（いしゃりょうでんたく）は、ウィズが2009年1月24日に発売した玩具。慰謝料を請求したい相手を選択し、関係性や怒りの要因といった係数を入力した後に「精神的ダメージキー」を連打することにより、800万円までの慰謝料が算出される。電卓モードと慰謝料計算モードが内包されており、モードを切り替える事により通常の電卓としても使用可能である。

## 概要
慰謝料電卓は正確な慰謝料を算出するための機械ではなく、あくまで玩具として人間関係における種々の不満や怒りを金額として表現することを楽しむことを目的に開発されたものである。ストレスの発散や学校、職場などにおけるコミュニケーションツールとしての利用が想定されている。選んだ項目やボタンを押下する速度や長さをもとにして算出が行われており、技術ジャーナリストの志村幸雄は、自著において「複雑な機能の割には安い」と評している。

## 特徴
年齢や性別といった自分のプロフィールを入力後、慰謝料の請求相手とその関係性を恋人や上司など、9種類から選択する。その後、怒りの原因となる出来事を選択した後にその内容を文字で入力する。最後に左下に貼付している「精神的ダメージキー」を気の済むまで連打し、自らの感情が落ち着いたら決定キーを押下することで慰謝料が算出される。なお、金額にするほどでもない場合は「ショウガナイ」などと表示され、慰謝料は算出されない。

## その他
志村は自著において、同商品をイグノーベル賞数学賞の有力候補として取り上げている。ウィズの社長である横井昭裕は既に『たまごっち』の開発によって1997年に経済学賞を受賞しており、二度目の受賞となった場合はフランスの生物学者ジャック・バンヴェニストや、粘菌コンピュータの中垣らに次ぐ同一人物による受賞となる。